# Jay Harrington

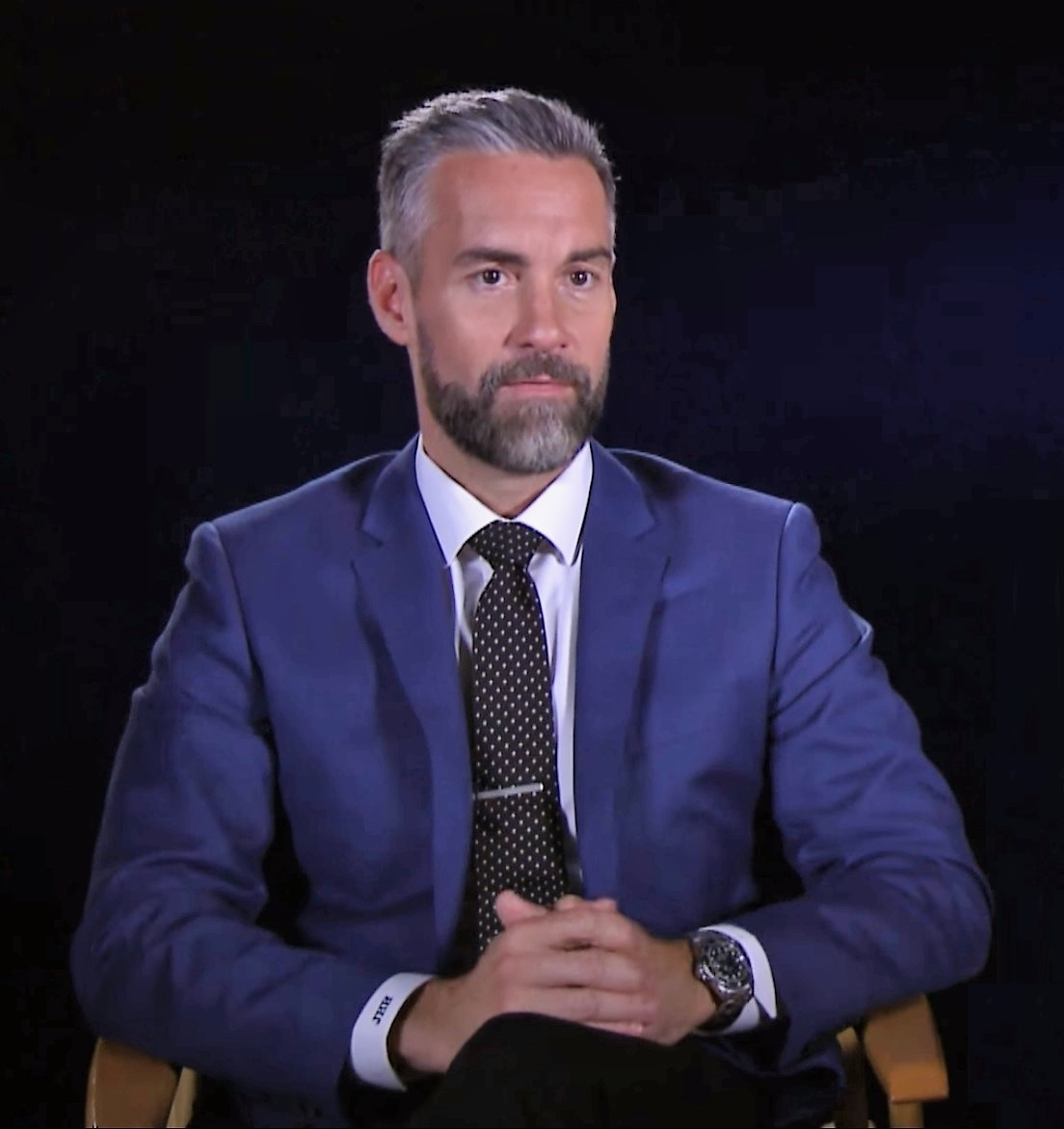
Jay Harrington, 2018

Jay Harrington (* 15. November 1971 in Wellesley, Massachusetts, Vereinigte Staaten als James H. Harrington III) ist ein US-amerikanischer Schauspieler. Er ist bekannt durch seine Rolle in der ABC-Sitcom Better Off Ted – Die Chaos AG.

## Frühes Leben
Harrington wuchs in Wellesley auf. Er ging auf die Wellesley High School und studierte im Anschluss Theater an der Syracuse University.

## Karriere
Harrington spielte Dr. Simon O’Keefe in der WB-Dramaserie Summerland Beach, FBI Special Agent Paul Ryan in der FOX-Serie The Inside und Steve in der NBC-Version von Coupling. Er trat oft in der Polizeidramaserie Lady Cops – Knallhart weiblich auf. Er hatte auch Rollen in Fernsehserien wie The Shield – Gesetz der Gewalt, New York Life – Endlich im Leben!, Private Practice und Burn Notice.
2006 erschien Harrington als Dr. Ron McCready in der Serie Desperate Housewives. Er spielte Ted Crisp in der Comedyserie Better Off Ted – Die Chaos AG von März 2009 bis Januar 2010. Er hatte eine größere Rolle in der vierten Staffel von der TV-Land-Comedyserie Hot in Cleveland. 2014 spielte er in der USA-Network-Comedyserie Benched.
Harrington erschien in Filmen wie American Pie: Das Klassentreffen (wo seine Rolle wie in Desperate Housewives „Dr. Ron“ hieß), Hoffnungslos verliebt und Überall, nur nicht hier. Er trat auch auf der Bühne als Jack in Boy’s Life und erschien in den Off-Broadway-Produktionen Barefoot in the Park und Tony and Tina’s Wedding.

## Filmografie (Auswahl)
- 1998: Pacific Blue – Die Strandpolizei (Pacific Blue, Fernsehserie, Folge 4x02)
- 1998: Pretender (The Pretender, Fernsehserie, Folge 3x03)
- 1999: Nash Bridges (Fernsehserie, Folge 4x13)
- 1999: Überall, nur nicht hier (Anywhere but Here)
- 2000: New York Life – Endlich im Leben! (Time of Your Life, Fernsehserie, Folge 1x09)
- 2000: Octopus
- 2001: Star Trek: Raumschiff Voyager (Star Trek: Voyager, Fernsehserie, Folge 7x17 Arbeiterschaft, Teil II)
- 2001–2002: Lady Cops – Knallhart weiblich (The Division, Fernsehserie, 10 Folgen)
- 2002: The Shield – Gesetz der Gewalt (The Shield, Fernsehserie, Folge 1x06)
- 2003: Coupling – Wer mit wem? (Coupling, Fernsehserie, 11 Folgen)
- 2004: Without a Trace – Spurlos verschwunden (Without a Trace, Fernsehserie, Folge 2x13 Eine geregelte Entführung)
- 2004: Las Vegas (Fernsehserie, Folge 1x21)
- 2004–2005: Summerland Beach (Summerland, Fernsehserie, 10 Folgen)
- 2005: Ghost Whisperer – Stimmen aus dem Jenseits (Ghost Whisperer, Fernsehserie, Folge 1x10 Die Geisterbraut)
- 2005–2006: The Inside (Fernsehserie, 13 Folgen)
- 2006: Desperate Housewives (Fernsehserie, 7 Folgen)
- 2008: Emilys Liste (Emily's Reasons Why Not, Miniserie, Folge 1x03)
- 2008–2009: Private Practice (Fernsehserie, 5 Folgen)
- 2009: Burn Notice (Fernsehserie, Folge 3x07 Kugelhagel)
- 2009–2010: Better Off Ted – Die Chaos AG (Better Off Ted, Fernsehserie, 26 Folgen)
- 2012: Harry’s Law (Fernsehserie, Folge 2x13)
- 2012: American Pie: Das Klassentreffen (American Reunion)
- 2012–2014: Hot in Cleveland (Fernsehserie, 11 Folgen)
- 2016–2017: Code Black (Fernsehserie, 3 Folgen)
- 2017: Suits (Fernsehserie, 2 Folgen)
- 2017–2025: S.W.A.T. (Fernsehserie)